# Hochschule für Technik und Wirtschaft des Saarlandes
Pour les articles homonymes, voir HTW.
La Hochschule für Technik und Wirtschaft des Saarlandes (école supérieure de techniques et d'économie de Sarre en français), htw saar en forme courte, est une université de sciences appliquées allemande située à Sarrebruck.

## Histoire

Logo historique

L'école est d'abord fondée en 1946 sous le nom Staatliche Höhere Technische Lehranstalt. Elle change de nom à plusieurs reprises, devenant la Staatliche Ingenieurschule en 1956, la Fachhochschule des Saarlandes en 1971 et depuis 1991 la Hochschule für Technik und Wirtschaft des Saarlandes.

## Campus

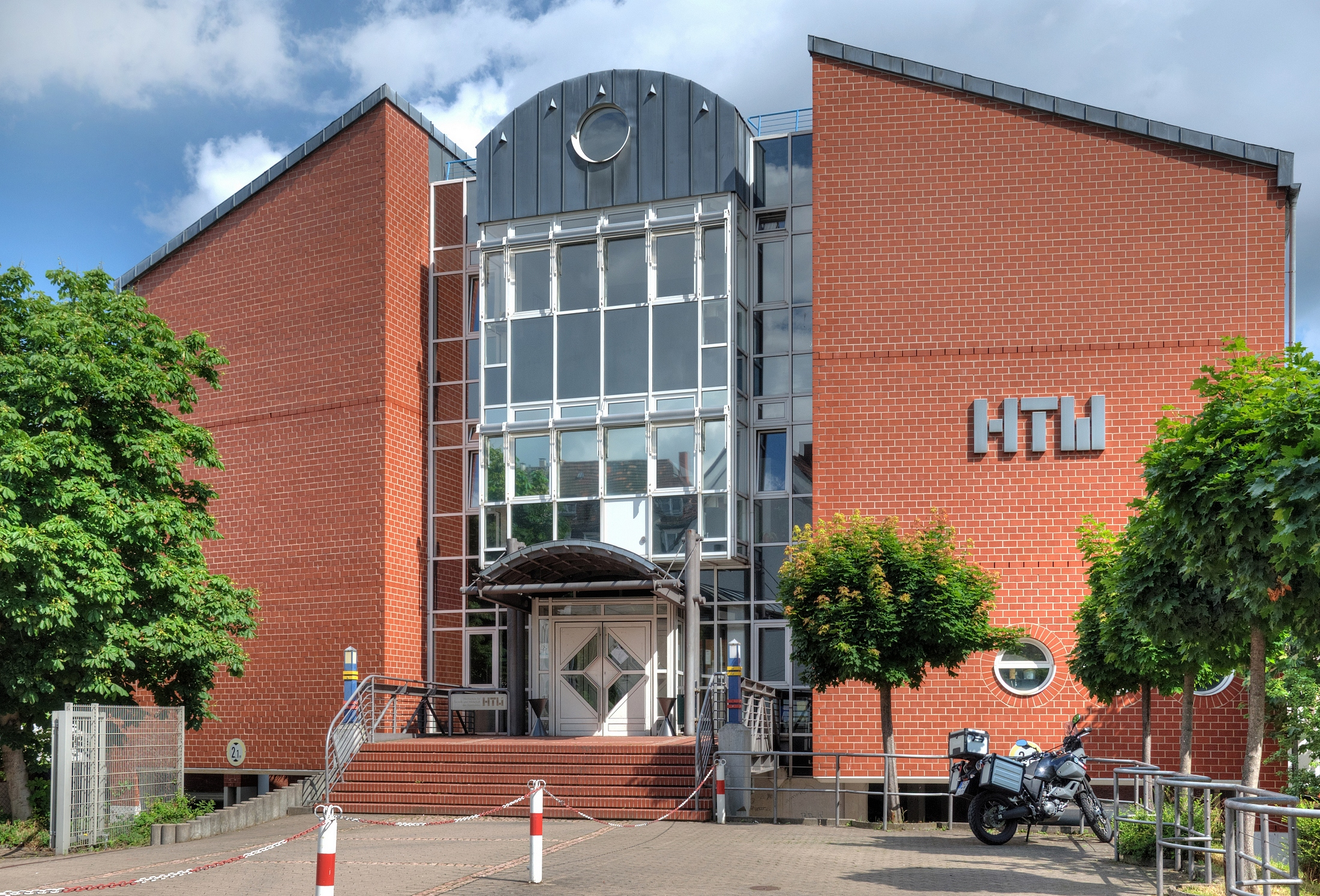
Campus Alt-Saarbrücken

L'école est répartie sur les six campus suivants:
- campus Alt-Saarbrücken
- campus Göttelborn
- campus Rastpfuhl (de)
- campus Rotenbühl (de)
- campus IT-Park
- campus Saint-Ingbert.

## Collaboration avec d'autres établissements
- Une école supérieure franco-allemande, l’ISFATES, est le produit de la coopération universitaire entre la HTW Saar et l'université de Lorraine.
- Université de la Grande Région

## Liens
- (de) « Site web »
- (de) « La HTW Saar dans la Bibliographie de Sarre »